# Cleptometopus parolivaceus
Cleptometopus parolivaceus är en skalbaggsart som beskrevs av Stefan von Breuning 1966. Cleptometopus parolivaceus ingår i släktet Cleptometopus och familjen långhorningar. Inga underarter finns listade i Catalogue of Life.